# Parc national naturel Las Orquídeas
Le parc national naturel Las Orquídeas (espagnol : Parque Nacional Natural Las Orquídeas), est un parc national situé dans le département d'Antioquia, en Colombie.
Créé en 1974, il recouvre une superficie de 3 200 000 hectares.